# マルティン・シュトックラサ
マルティン・シュトックラサ（Martin Stocklasa, 1979年5月29日 - ）はスイス・ザンクト・ガレン州出身の元リヒテンシュタイン代表サッカー選手。ポジションはセンターバック。弟のミハエルもリヒテンシュタイン代表のサッカー選手である。
代表キャップ数は90を超え、マリオ・フリックに次ぐ同国第2位の出場数を誇る。

## 経歴
1989年にリヒテンシュタインのクラブ、USVエッシェン/マウレンのユースチームに加入。1996年8月31日に行われたフランスW杯予選アイルランド代表戦で代表デビューした。その後、1997年にFCファドゥーツでキャリアをスタートさせた。1998年、1999年と2年連続でリヒテンシュタイン・カップを獲得し、1997-98、1999-00と2度リヒテンシュタイン年間最優秀選手に選ばれた。
1999年夏にスイスのクラブ、FCチューリッヒへと移籍。2000-01シーズンはSCクリエンスにレンタル移籍するも翌年には復帰した。2002年4月17日のルクセンブルク代表との親善試合において、リヒテンシュタイン代表史上唯一となるハットトリックを達成した。2002年に、シュトックラサがデビューしたFCファドゥーツへと戻り4年間プレーした。FCファドゥーツでは、リヒテンシュタイン・カップを2003年から4連覇した。
2006年にディナモ・ドレスデンへと移籍。2年間プレーした後、オーストリア・ブンデスリーガに所属するSVリートに加わった。2008-09シーズンには、再びリヒテンシュタイン年間最優秀選手賞を獲得した。

## タイトル
クラブタイトル
- リヒテンシュタイン・フットボール・カップ　1998, 1999, 2003, 2004, 2005, 2006
- スイス・カップ　2000

個人タイトル
- リヒテンシュタイン年間最優秀選手賞　1997-98, 1999-00, 2008-09